# 竹園邨巴士總站

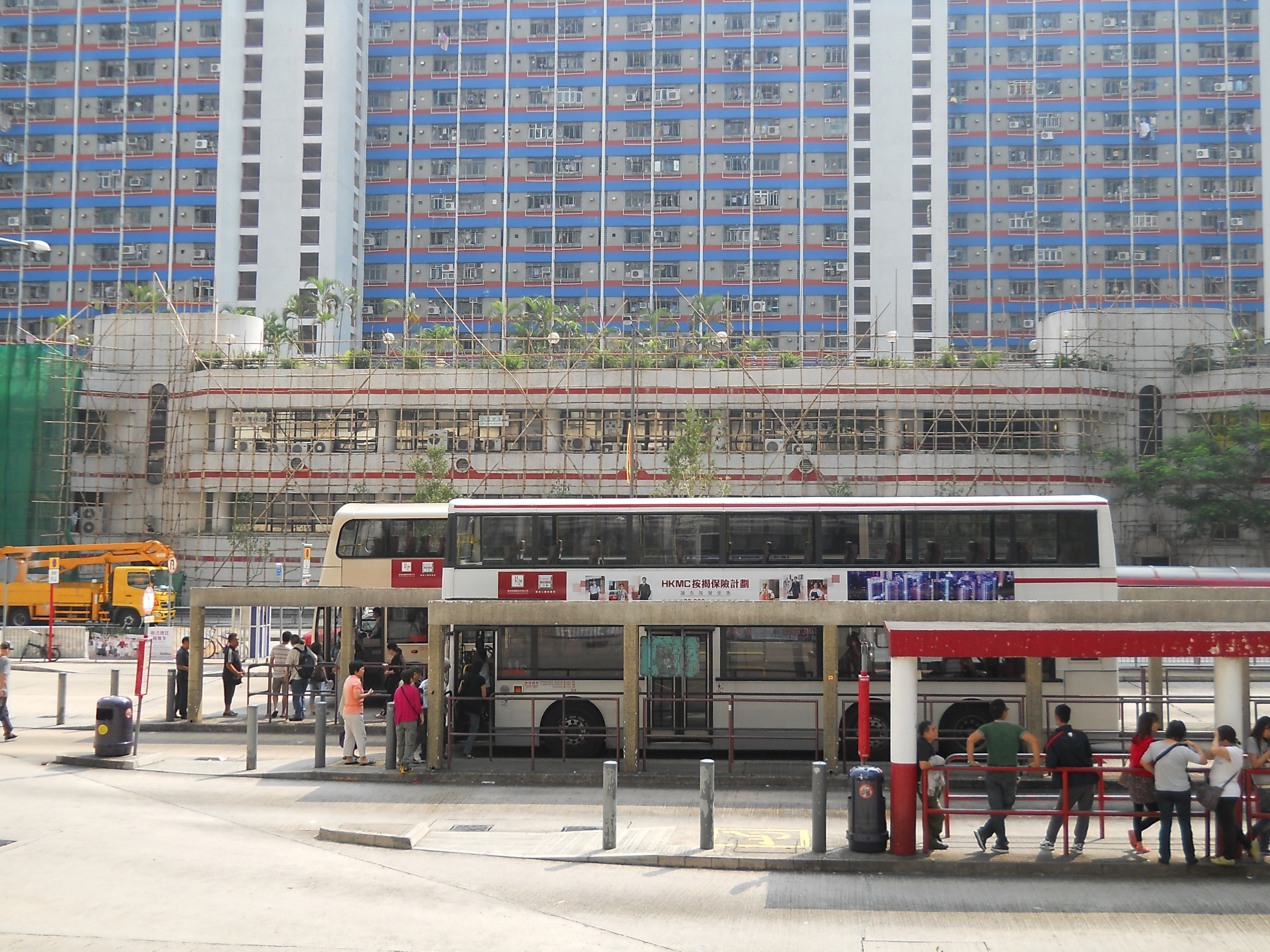
竹園邨巴士總站

竹園邨巴士總站是香港一個坑狀露天車站，位於黃大仙西北竹園道，竹園南邨與竹園北邨之間。

## 總站路線資料

### 九龍巴士1號線
- 竹園邨 ↔ 尖沙咀碼頭

1920年代本線前身6號線提供服務，現途經九龍城、旺角、油麻地、尖沙咀。

### 九龍巴士2B線
- 竹園邨 ↔ 長沙灣

1988年5月16日投入服務，往來長沙灣及竹園邨，途經深水埗、石硤尾、白田邨、九龍塘。

### 九龍巴士11C線
- 竹園邨 ↔ 上秀茂坪

1968年1月6日投入服務，往來上秀茂坪及竹園邨，為觀塘居民提供往返黃大仙的服務。

### 九龍巴士11K線
- 竹園邨 ↔ 紅磡站

1986年1月12日投入服務，為竹園邨居民提供往返紅磡和土瓜灣的服務。本線是九龍市區唯一一條接駁前九鐵的編號K字的路線。

### 過海隧道巴士103線
- 蒲飛路 ↔ 竹園邨

1972年8月5日隨香港第一條海底隧道——紅磡海底隧道通車開辦，提供竹園邨、天馬苑、樂富、九龍塘、何文田來往銅鑼灣、灣仔、金鐘及半山區（堅道、般咸道及香港大學）的過海隧道巴士服務。

## 途經路線資料

### 九龍巴士7M線
- 樂富 ↺ 竹園邨

1986年5月11日投入服務，來往樂富及竹園邨的循環巴士路線，提供往來竹園邨及樂富站的接駁巴士服務。曾經是本線是全港收費最低廉的冷熱混合巴士路線。

### 城巴N26線
- 油塘 ↔ 東涌站（經機場）

2000年8月14日：增設深夜往廣田邨的回程服務，來回程並取代城巴N29線線繞經竹園邨。往機場方向，請到竹園街市上車。

## 過往路線
九龍巴士3A線(已取消)

## 車坑分佈
| 車坑分佈（以入口最左邊起計） | 車坑分佈（以入口最左邊起計） | 車坑分佈（以入口最左邊起計） |
| 車坑編號                     | 車坑數目                     | 路線                         |
| ---------------------------- | ---------------------------- | ---------------------------- |
| 1                            | 單坑                         | 九龍巴士2B、11K線            |
| 2                            | 單坑                         | 九龍巴士7M線                 |
| 3                            | 單坑                         | 過海隧道巴士103線            |
| 4                            | 單坑                         | 九龍巴士11C線                |
| 5                            | 雙坑                         | 九龍巴士1線 城巴N26線        |